# キャサリン・グラハム
キャサリン・メイヤー・グラハム（Katharine Meyer Graham、1917年6月16日 - 2001年7月17日）は、アメリカ合衆国の新聞発行者である。1963年から1991年まで『ワシントン・ポスト』の発行者を務めた。グラハムの下で、同紙はリチャード・ニクソン大統領の辞任につながったウォーターゲート事件を報道した。グラハムは、20世紀のアメリカの主要新聞社では初の女性発行者だった。グラハムの回顧録『パーソナル・ヒストリー』は、1998年にピューリッツァー賞を受賞した。

## 若年期

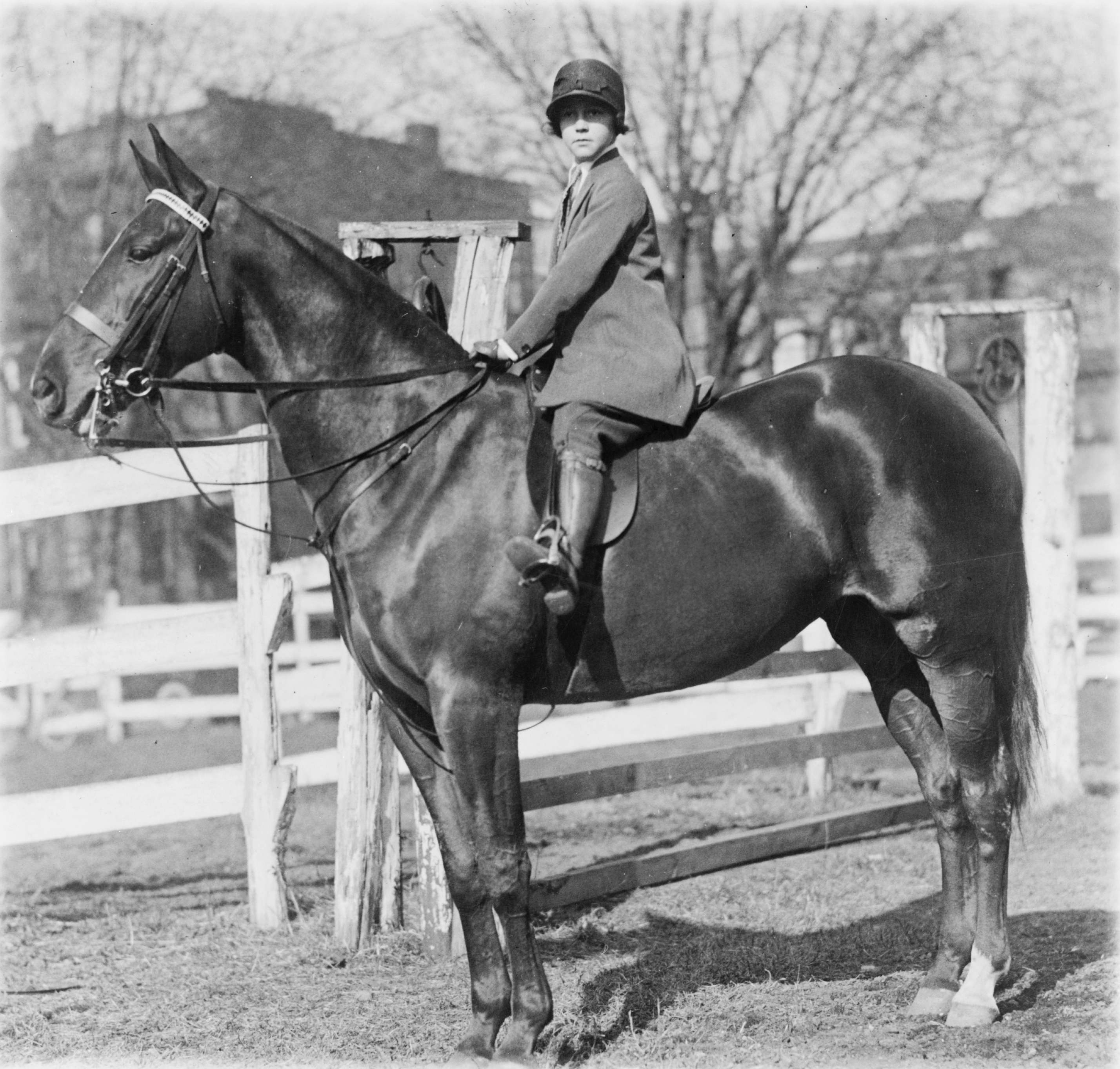
キャサリン・メイヤー（1926年）

キャサリン・メイヤーは、1917年6月16日にニューヨークで生まれた。父ユージン・メイヤーは金融業者で、後に連邦準備制度理事会(FRB)議長や世界銀行グループ総裁を務め、1933年には競売にかけられていた『ワシントン・ポスト』紙を発行するワシントン・ポスト社を買収して発行者となった。父方の曾祖父にラビのジョセフ・ニューマークが、伯母にブルメンタール賞を創設したフローレンス・メイヤー・ブルメンタールがいる。母アグネス・メイヤーは、ボヘミアン的な知識人、芸術愛好家であり、共和党の政治活動家だった。母は、オーギュスト・ロダン、マリー・キュリー、トーマス・マン、アルベルト・アインシュタイン、エレノア・ルーズベルト、ジョン・デューイ、ソウル・アリンスキーなど、様々な人々と交友関係を持っていた。父はアルザス系ユダヤ人、母はドイツ系移民を両親に持つルーテル派だった。
キャサリンは5人兄弟で、他の兄弟にはフローレンス、ユージン3世（ビル）、ルース、エリザベスがいた。兄弟はルーテル派の洗礼を受けたが、米国聖公会の教会に通っていた。姉のフローレンスは、写真家として成功し、俳優オスカー・ホモルカの妻となった。
両親は国内にいくつかの家を所有していたが、主に ニューヨーク州マウント・キスコ近郊の広大な敷地に建つ「城」と、ワシントンD.C.にある豪邸（ホワイト・メイヤー・ハウス）で暮らしていた。両親は旅行や社交の機会が多かったため、キャサリンは幼少期に両親とあまり会うことがなく、乳母、ガヴァネス（女性家庭教師）、家庭教師に育てられた。キャサリンと母アグネスとの関係はうまくいっていなかった。アグネスはキャサリンに対して非常に否定的で見下していたと言われており、それがキャサリンの自己肯定感に悪影響を及ぼした。
キャサリンは、父が多くの土地を寄付したマデイラ・スクールを卒業し、ヴァッサー大学に通った後、シカゴ大学に編入した。シカゴでは、労働問題に強い関心を持ち、自分とは全く異なる生活環境にある人々と交友を深めた。

## キャリア
大学卒業後は、サンフランシスコの新聞社に勤務し、埠頭労働者の大規模なストライキなどを取材した。1938年、父が発行人を務める『ワシントン・ポスト』紙に入社した。
1940年6月5日、ハーバード・ロー・スクール出身で最高裁判事フェリックス・フランクファーターの法律事務員だったフィリップ・グラハムと結婚した。最初の子供は出生時に死亡した。その後、エリザベス・"ラリー"・グラハム（1943年7月3日生）、ドナルド・エドワード・グラハム（1945年4月22日生）、ウィリアム・ウェルシュ・グラハム（1948年 - 2017年）、スティーブン・メイヤー・グラハム（1952年生）の4人の子供が生まれた。

### ワシントン・ポスト

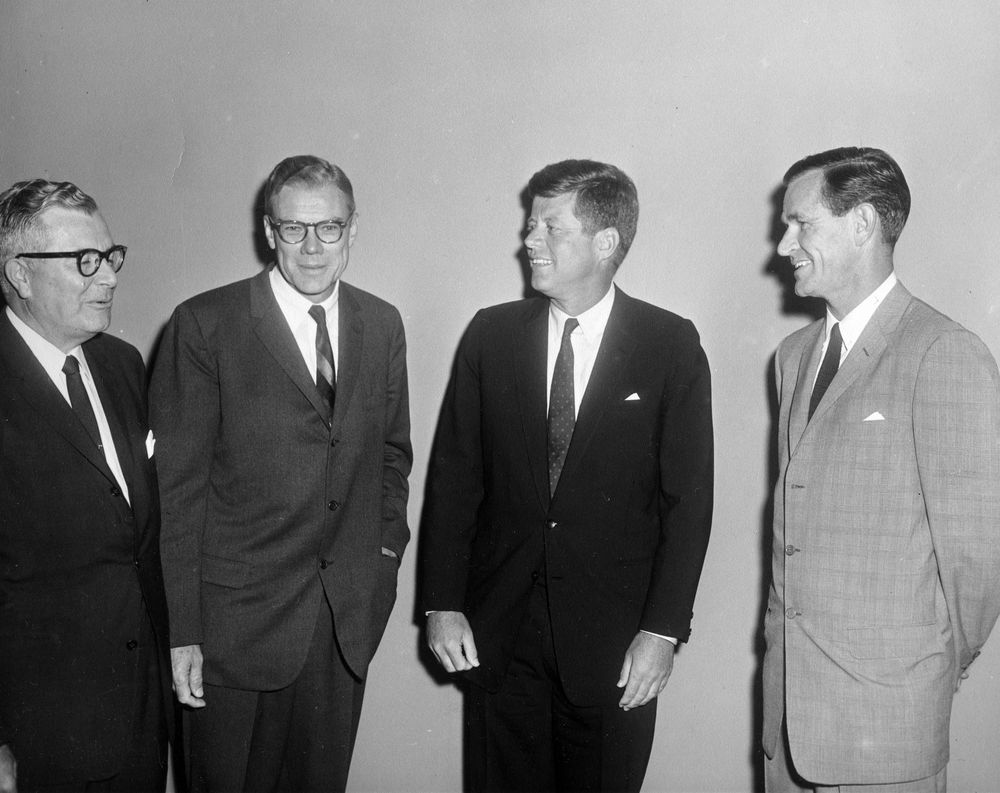
左から『ワシントン・ポスト』編集長のジェームズ・ラッセル・ウィギンズ、出版者のジョン・W・スィーターマン、ジョン・F・ケネディ大統領、フィル・グラハム（1961年）

1946年、父ユージン・メイヤーは初代世界銀行総裁に就任するのに伴い、ポスト紙の発行者の職を女壻のフィル・グラハムに譲った。キャサリンは自伝『パーソナル・ヒストリー』の中で、父がポスト紙を自分ではなく夫に譲ったことは重要なことだと考えていたと語っている。
父が私ではなく夫のことを考えてくれたことは、困るどころか嬉しいことでした。それどころか、父が私を新聞社の重要な仕事を任せるべき人物だと考えていたかもしれないとは、考えもしませんでした。
父ユージンは、世界銀行総裁の職を半年で辞任して、ポスト社の会長に就任し、1959年に亡くなるまでその地位にいた。ユージンの死後はフィルがその職に就き、テレビ局や『ニューズウィーク』誌の買収などで会社を大きくした。

### 社交生活と政治
グラハム夫妻は、ジョン・F・ケネディ、ジャクリーン・ケネディ・オナシス、ロバート・F・ケネディ、リンドン・ジョンソン、ロバート・マクナマラ、ヘンリー・キッシンジャー、ロナルド・レーガン、ナンシー・レーガンなどと親交を深めた。
1997年に出版された自伝の中で、グラハムは、夫が当時の政治家といかに親しかったか（例えば、1960年の大統領選挙にジョンソンを副大統領候補にするために尽力したこと）、そして、そのような政治家との個人的な親密さが後にジャーナリズムでは受け入れられなくなったことについて、何度かコメントしている。
グラハムは、1967年に弁護士のエドワード・ベネット・ウィリアムズのワシントンD.C.市長選挙を支援したが、ハワード大学出身の弁護士ウォルター・ワシントンに破れた。
グラハムはウォーレン・バフェットとの長年の友好関係でも知られている。バフェットは、バークシャー・ハサウェイ社を通してポスト社の株を多く所有していた。

### 夫の病気と死
夫フィル・グラハムはアルコール依存症と双極性障害（躁鬱病）を患っていた。夫は気分屋で、よく彼女をけなしていた。1962年のクリスマスイブ、キャサリンは夫が『ニューズウィーク』誌のオーストラリア人ジャーナリスト、ロビン・ウェッブと不倫関係にあることを知った。夫は、キャサリンと離婚してウェッブと再婚すると宣言し、夫婦の資産を分割する動議を出した。
アリゾナ州フェニックスで行われた新聞社の会合に、フィリップは酩酊した躁状態で出席し、問題発言を繰り返した。秘書によって主治医が呼ばれ、フィリップは鎮静剤を投与されて飛行機でワシントンD.C.に戻され、、メリーランド州ロックビルにある精神病院「チェスナット・ロッジ」に収容された。
1963年8月3日土曜日、バージニア州マーシャルにある夫妻が所有する農場の家で、フィリップはショットガンを使って自殺した。

### ポスト紙の指導者

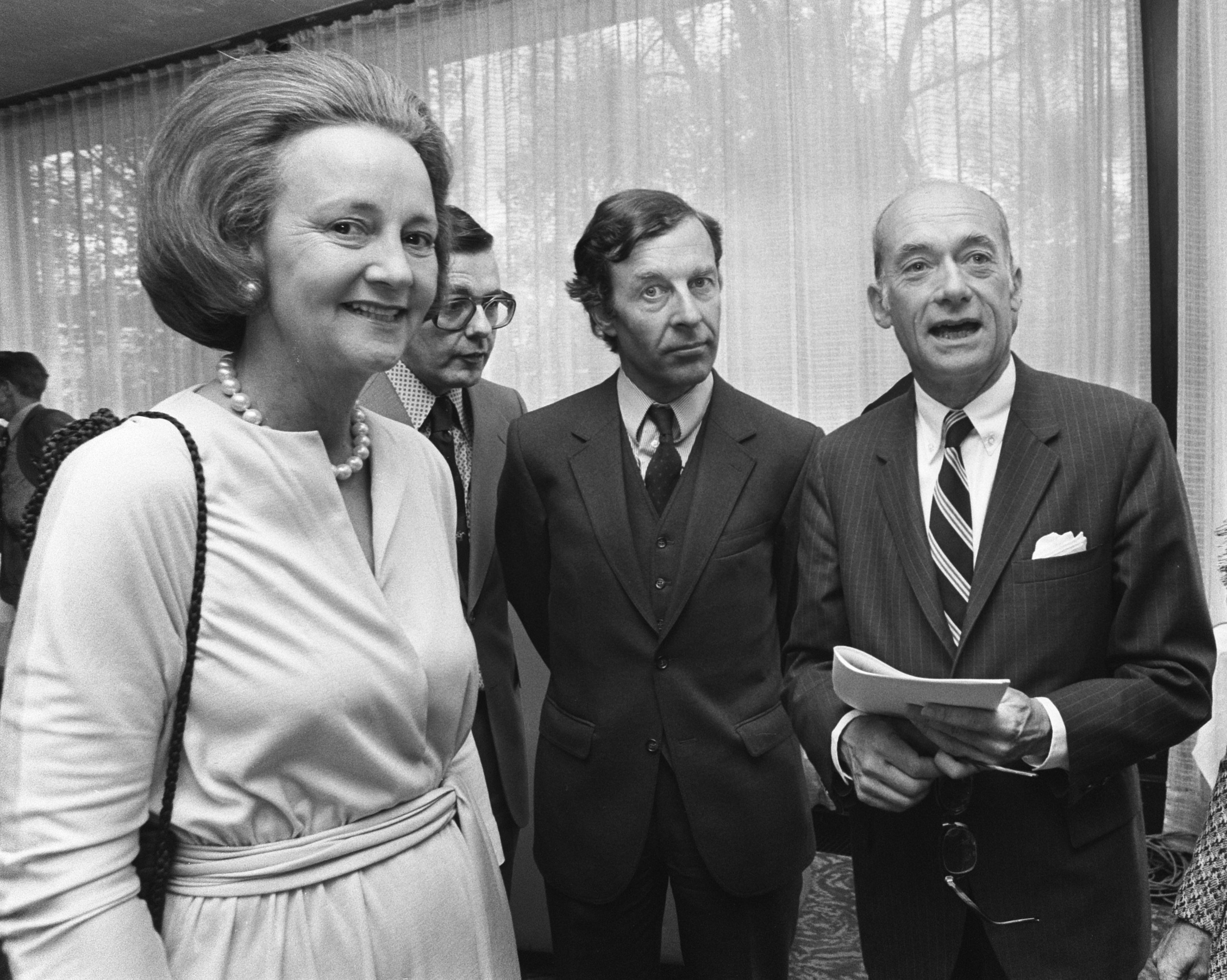
グラハムとオランダの報道関係者、駐オランダ米国大使（1975年）

フィル・グラハムが自殺した後、キャサリン・グラハムが会社とポスト紙の運営を引き継いだ。1963年9月からは社長を務め、ポスト紙の事実上の発行者となった。1969年から1979年までは正式な発行者となり、1973年から1991年までは会長を務めた。1972年にはポスト社のCEOに就任し、フォーチュン500で初の女性CEOとなった。それまでに、出版社でこのような高い地位に就いた女性はおらず、グラハムには手本となる人物がいなかった。また、多くの男性社員からは軽く見られることが多かった。グラハムは、自分の知識に対する自信のなさと不信感を回顧録に記している。グラハムがポスト紙を経営していた時期に女性運動が起こったことで、グラハムの態度に変化が生じ、社内の男女平等を推進するようになった。
グラハムは、ベン・ブラッドリーを編集長として雇い、ウォーレン・バフェットに財務面でのアドバイスを求めた。バフェットは同社の大株主となり、同社の黒幕のような存在となった。グラハムの息子のドナルドは、1979年から2000年まで発行者を務めた。

### ウォーターゲート事件
グラハムは、ポスト紙の歴史の中で重要な時期に社長を務めた。ポスト紙は、リチャード・ニクソン大統領の辞任につながるウォーターゲート事件の陰謀を明らかにする上で、重要な役割を果たした。
グラハムとブラッドリー編集長が最初に困難を感じたのは、ペンタゴン・ペーパーズの内容を発表したときである。ポスト紙の記者のボブ・ウッドワードとカール・バーンスタインがブラッドリー編集長にウォーターゲート事件の話を持ちかけたとき、グラハムは彼らの調査を支持し、ブラッドリー編集長は他の報道機関がほとんど報じていなかったウォーターゲート事件の記事を掲載した。
ウォーターゲート事件に関連して、グラハムはアメリカのジャーナリズムの歴史上で最も有名な脅迫の対象となった。1972年、ニクソン大統領の司法長官であるジョン・N・ミッチェルが、記者のカール・バーンスタインに今後の記事の内容について、"Katie Graham's gonna get her tit caught in a big fat wringer if that's published."（これが発表されたら、ケイティ・グラハムの乳首は大きな油絞り器に入れられてしまうだろう）と警告した。ポスト紙は、ブラッドリー編集長が"her tit"（彼女の乳首）という言葉をカットしたものの、この発言を掲載した。後にグラハムは、「（ミッチェルが）私をケイティと呼ぶのは特に奇妙だった」と語っている。

### 報道機関と情報機関の関係についての見解
1988年11月16日、グラハムは、CIA本部で"Secrecy and the Press"（安全保障と報道機関）と題した公演を行った。グラハムは、報道機関による情報公開が国家の安全保障に影響を与える可能性について、「私たちは汚くて危険な世界に住んでいます。一般市民が知る必要のないこと、知るべきでないこともあります。私は、政府が秘密を守るために正当な手段を講じることができ、かつ、報道機関が知ったことを掲載するかどうかを決めることができるときに限り、民主主義は成功すると信じています」と述べた。

## 晩年と死去

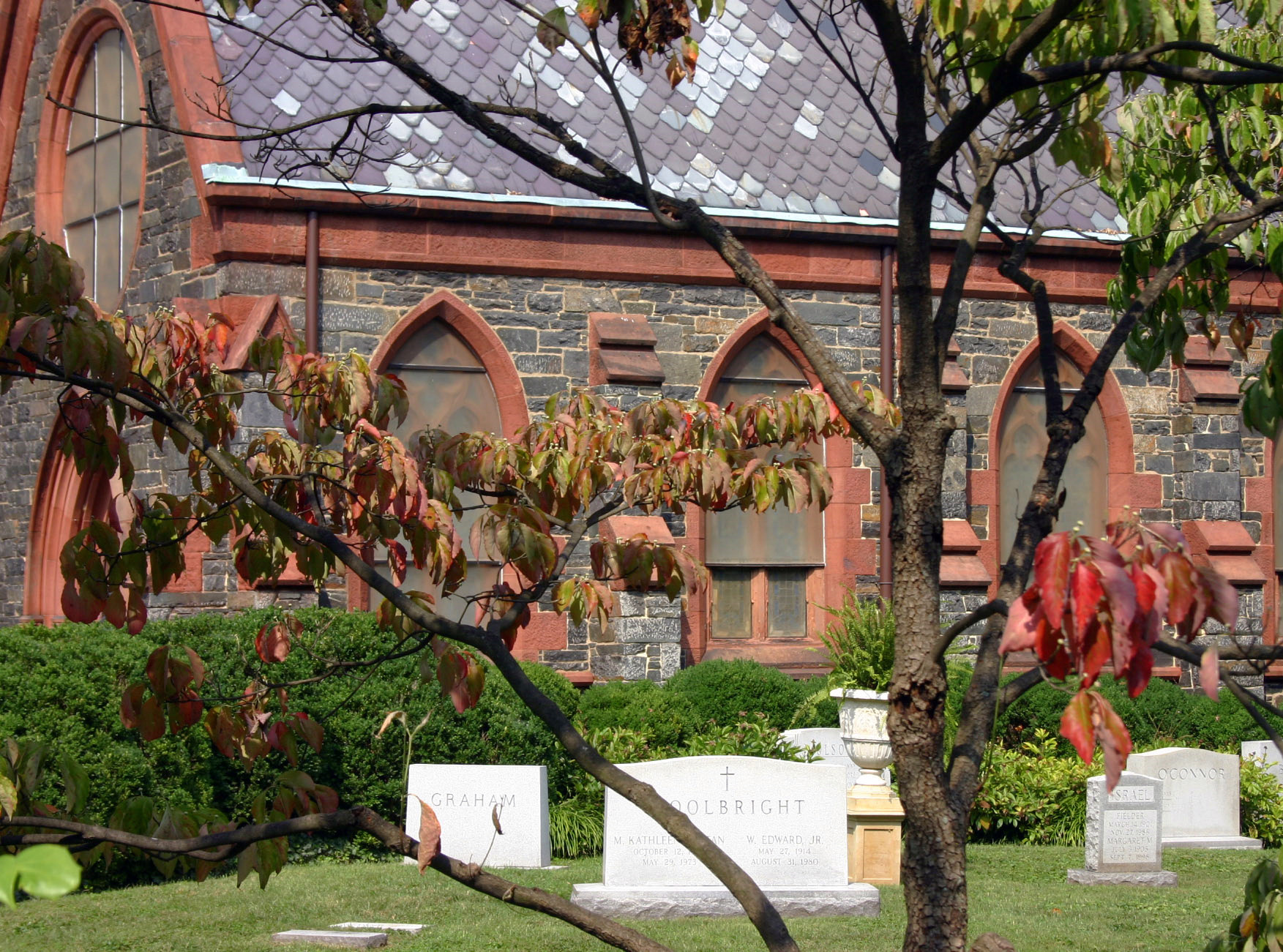
グラハムの墓石（左端）

グラハムは、1997年に回顧録『パーソナル・ヒストリー』を出版した。この本は、フィル・グラハムの精神疾患を正直に描いていることや、グラハムの人生の中で女性の役割がどのように変化してきたかを知ることができるとして、評価された。この本は1998年にピューリッツァー賞を受賞した。
2001年7月14日、アイダホ州サンバレーを訪れたときに転倒して頭を打ち、その3日後の7月17日に亡くなった。ワシントン大聖堂で葬儀が行われ、ジョージタウンのかつての自宅の向かいにあるオークヒル墓地に埋葬された。

## 賞と栄誉
- 1987年 - ウォルター・クロンカイト優秀ジャーナリズム賞（英語版）[36]
- 1988年 - アメリカ芸術科学アカデミーフェロー[37]
- 1997年 - 4つの自由賞
- 1999年 - アカデミー・オブ・アチーブメント ゴールデンプレート賞[38]
- 2000年 - 国際新聞編集者協会の「世界報道の自由の英雄（英語版）」に選出[39]
- 2002年 - 大統領自由勲章
- 2002年 - アメリカ女性殿堂殿堂入り[40]

1998年1月30日、オーランドのテレビ局WCPX-TVは、長年ワシントン・ポストを発行してきたキャサリン・M・グラハムに敬意を表して、コールサインをそのイニシャルからWKMG-TVに変更した。

## 大衆文化において
2017年のスティーブン・スピルバーグ監督の映画『ペンタゴン・ペーパーズ/最高機密文書』はグラハムを主人公としており、メリル・ストリープがその役を演じた。ストリープはこの作品でアカデミー主演女優賞にノミネートされた。
ウォーターゲート事件を調査した『ワシントン・ポスト』紙の2人の若手記者を主人公とした映画『大統領の陰謀』にグラハムは登場しないが、ウッドワードを演じるロバート・レッドフォードは、初期の段階の台本には、グラハムがウッドワードとバーンスタイン（演 ダスティン・ホフマン）にウォーターゲート事件の記事について尋ねるシーンがあったと明かしている。